# Jean Broos
Jean Broos MAfr (* 4. September 1914 in Halderberge; † Februar 1945 im KZ Neuengamme) war ein niederländischer römisch-katholischer Geistlicher, Weißer Vater und Märtyrer.

## Leben
Jean (Jan) Broos wurde in Oud-Gastel (Halderberge) (westlich von Breda) in den Niederlanden geboren. Er wirkte in Belgien im Seminar der Weißen Väter in Thy-le-Château (Ortsteil von Walcourt), 20 km südlich von Charleroi. Am 31. August 1944 wurde er zusammen mit acht Mitbrüdern und fünf Laien von der nationalsozialistischen Besatzungsmacht festgenommen und kam in das KZ Neuengamme. Dort starb er im Februar 1945 im Alter von 30 Jahren.

## Gedenken
An die Geschehnisse erinnert in Thy-le-Château (in der Rue du Fourneau) seit 1995 ein Denkmal, das auch seinen Namen verzeichnet.